# Dajan-chán
Dajan-chán (mongolsky Даян Хаан; asi 1464/1475 – 1517/1543) byl titul mongolského chána z rodu Bordžiginů, jeho vlastní jméno bylo Bátú Möngke. Vládl od roku 1479 či 1480, postupně sjednotil Mongoly pod svou vládou a prohlásil se Dajan-chánem.
Byl jedním z největších mongolských chánů. Se svou mimořádně vlivnou manželkou Manduchaj eliminoval vliv Ojratů v Mongolsku a moc lokálních náčelníků. Dosáhl sjednocení Mongolů a upevnil jejich loajalitu vůči Čingisovcům. Pro své syny rozdělil Mongolsko do šesti tümenů, čímž vznikl decentralizovaný, leč stabilní systém vlády, který se udržel až do 30. let 17. století.

## Život
Kolem roku 1480 Manduchaj Chátún, vdova po chánovi Manduulovi (vládl asi 1473–1479), představila lidu asi sedmiletého chlapce, Bátú Möngkeho, s tím, že je synem Bajan Möngkeho, v letech 1470–1479 bolchu-džinonga (vysoký hodnostář na úrovni korunního prince), který zahynul ve válce s Manduulem. Jeden z tajšiů Manduula, Ismaíl (Isama), zabral jeho jmění a ženu Šicher. Podle Manduchaj proto Šicher své jediné dítě, Bátú Möngkeho, schovala u chůvy, odkud bylo nyní vráceno k chánskému dvoru. Manduchaj chlapce prohlásila za chána Mongolů a vdala se za něho. Jeho titul, Dajan-chán, byl odvozen od slova dajan, „celek, vše [pod nebem]“, nebo od dynastie Ta Jüan, Velká Jüan.
Manduchaj roku 1483 porazila Ismaíla-tajšiho, který uprchl do Chami, kde byl roku 1486 zabit. Tou dobou porazila i východomongolské Ojraty. Třebaže Dajan-chán začínal jako jeden z mnoha slabých mongolských chánů, s pomocí Manduchaj zlikvidoval mocné tajšie, zlomil moc Ojratů a stal se tak velkým a silným panovníkem. Roku 1495 si podrobil i Urianchajce na jihovýchodě vnitřního Mongolska.
V 80. letech 15. století Mongolové obnovili nájezdy na mingskou Čínu, v letech 1488–1498 se vztahy uklidnily a Mongolové posílali do čínské říše Ming tributární mise. Roku 1500 Dajan-chán zaútočil na Mingy v Ordosu, ale pod dojmem rázné mingské obrany další útoky zastavil až do roku 1507. Poté, letech 1508–1510, bojoval s Mongoly na západě vnitřního Mongolska, tzv. třemi západními tümeny (Ordos, Tümed a Jöngšiebü), roku 1510 je porazil a poté dosadil za jejich vládce svého třetího syna Barsu-Boloda.
Roku 1513 obnovil útoky na říši Ming, postavil pevnosti v okolí mingských pohraničních měst Süan-fu a Ta-tchungu a roku 1514 a 1517 útočil už se 70 tisíci (nebo 50 tisíci roku 1517) jezdci. Nájezd z roku 1517 skončil třídenní bitvou s čínskou armádou, kterou osobně vedl císař Čeng-te. Přes velké ztráty Číňané zvítězili a Mongoly ze svého území vyhnali. Byl to jediný případ za celé 16. století, kdy armáda říše Ming porazila velké mongolské vojsko.